# Christian Edgren
Per Christian Ruben Edgren, (Cristian i folkbokföringen) född 8 februari 1965 i Täby, är en svensk studiotekniker och musikproducent.
Edgren äger och driver inspelningsstudion Traxton Recording i Stockholm. Ofta har han samarbetat med Johan Johansson i studioarbetet.
Edgren har bland annat varit inspelningstekniker och ibland även producent på skivor med bob hund, Kajsa Grytt, Stefan Sundström, Freddie Wadling, Coca Carola, Lars Winnerbäck, Dia Psalma, De Lyckliga Kompisarna, Radioaktiva Räker, Roger Karlsson och Krymplings.